# Petra Priemer
Petra Priemer (República Democrática Alemana, 6 de febrero de 1961) es una nadadora alemana retirada especializada en pruebas de estilo libre, donde consiguió ser subcampeona olímpica en 1976 en los 100 metros y 4 x 100 metros.

## Carrera deportiva
En los Juegos Olímpicos de Montreal 1976 ganó la medalla de plata en los 100 metros libre —con un tiempo de 56.49 segundos, tras su compatriota Kornelia Ender que batió el récord del mundo con 55.65 segundos— y en cuanto a las pruebas por equipo, también ganó la plata en los relevos de 4 x 100 metros libre, con un tiempo de 3:45.50 segundos, tras Estados Unidos y por delante de Canadá.